# Taxandria parviceps
Taxandria parviceps är en myrtenväxtart som först beskrevs av Johannes Conrad Schauer, och fick sitt nu gällande namn av Judith Roderick Wheeler och Neville Graeme Marchant. Taxandria parviceps ingår i släktet Taxandria och familjen myrtenväxter. Inga underarter finns listade i Catalogue of Life.